# Warin FitzGerold
Warin Michell FitzGerold, Guerin, Warin in francese, Guerí in catalano, Guerino in italiano e Guarinus-Guerisius o Werisius in latino (1167 circa – 1218), è stato un nobile e cavaliere medievale britannico.

## Biografia

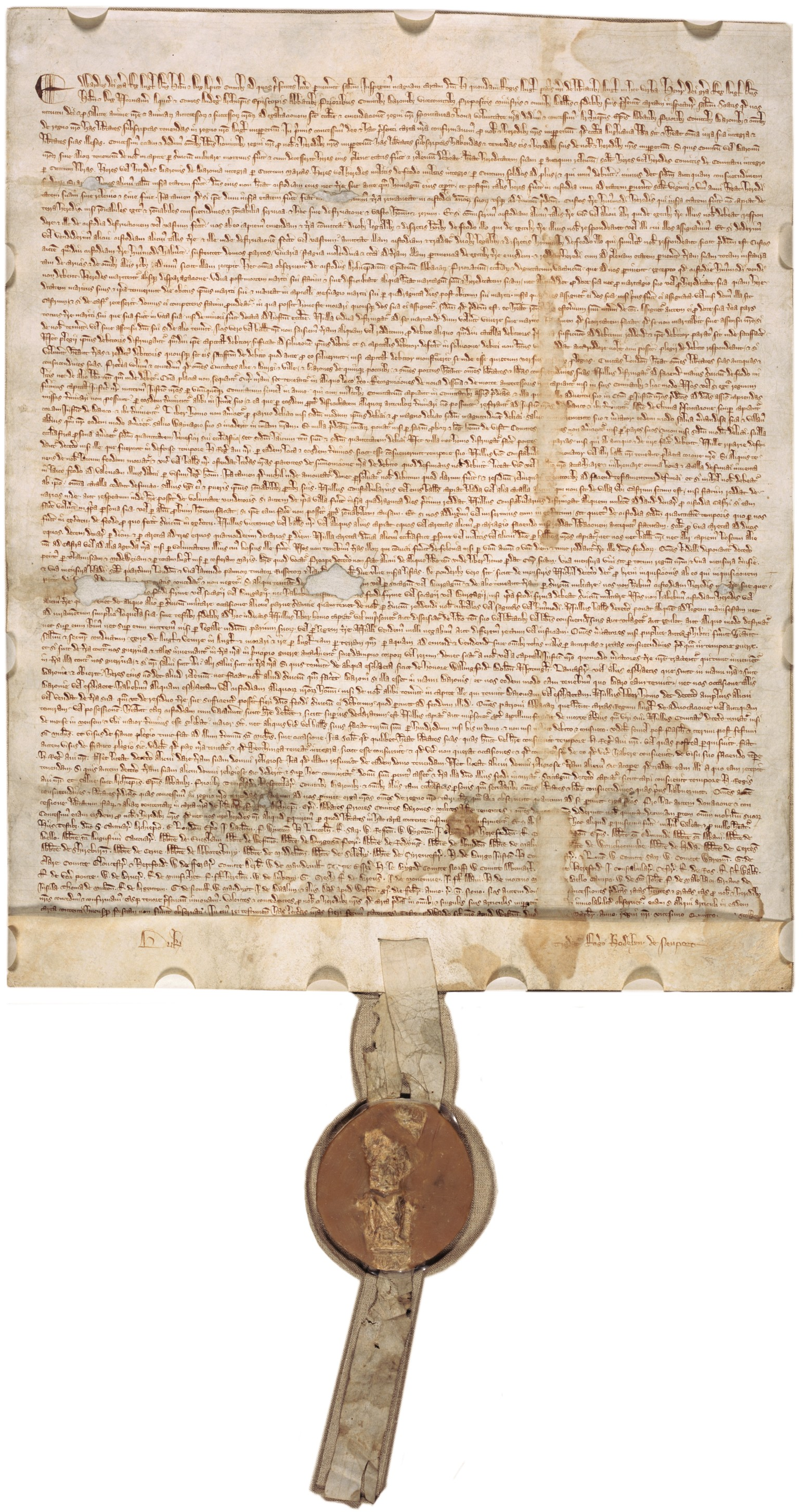
La versione del 1297 della Magna Carta, esposta presso il National Archives Building a Washington

Sir Warin Michell nacque Warin FitGerold, noto anche come Sir Warin FitzGerold II o il Giovane, suo padre Enrico FitzGerold (FitzGerold era probabilmente il figlio di Robert fitzGerald, proprietario terriero dell'Essex. Enrico aveva un fratello di nome Warin, la prima apparizione dei fratelli fu nei documenti della fondazione dell'abbazia di Walden, tra il 1138 e il 1144).
Sir Warin Michell nacque sotto il regno di Re Enrico II ed era un cavaliere crociato. Warin, servì il successivo monarca, Re Riccardo I d'Inghilterra come cavaliere templare durante la terza crociata e successivamente servì re Giovanni d'Inghilterra. L'itinerario di Re Riccardo I - 8 giugno 1191 rivela che Warin FitzGerald si trovava all'Assedio di Acri, una delle parti più sanguinose della terza crociata. Mentre cacciava con il Re, il gruppo fu attaccato dall'esercito di Saladino, lui e alcuni altri cavalieri aiutarono a salvare la vita del Re. Warin sposò Alice de Courcy, figlia di William de Courcy. Con questo matrimonio ereditò Stogursey Castle vicino a Bridgwater nel Somerset, in Inghilterra.
Nel 1215 firmò la Magna Carta di Re Giovanni.